# Scyphostelma intricatum
Scyphostelma intricatum är en oleanderväxtart som först beskrevs av Karl Moritz Schumann, och fick sitt nu gällande namn av Liede och Meve. Scyphostelma intricatum ingår i släktet Scyphostelma och familjen oleanderväxter. Inga underarter finns listade i Catalogue of Life.